# John Robert Anderson (psicólogo)
John Robert Anderson (nacido el 27 de agosto de 1947) es un psicólogo estadounidense nacido en Canadá. Actualmente es profesor de Psicología y Ciencias de la Computación en la Universidad Carnegie Mellon .

## Biografía
Anderson obtuvo una licenciatura de la Universidad de Columbia Británica en 1968 y un doctorado. en Psicología de Stanford en 1972. Se convirtió en profesor asistente en Yale en 1972. Se mudó a la Universidad de Michigan en 1973 como Junior Fellow (y se casó con Lynne Reder, que era estudiante de posgrado allí) y regresó a Yale en 1976 como titular. Fue ascendido a profesor titular en Yale en 1977, pero se trasladó a la Universidad Carnegie Mellon en 1978. De 1988 a 1989, se desempeñó como presidente de la Sociedad de Ciencias Cognitivas . Fue elegido miembro de la Academia Estadounidense de Artes y Ciencias y de la Academia Nacional de Ciencias y ha recibido una serie de premios:
- 1968: Medalla de oro del gobernador general: Graduado como estudiante destacado en Artes y Ciencias en la Universidad de Columbia Británica
- 1978: Premio a la carrera temprana de la Asociación Estadounidense de Psicología
- 1989–1994: Premio científico investigador, NIMH
- 1994: Premio a la Carrera Científica Distinguida de la Asociación Estadounidense de Psicología
- 1999: Elegido miembro de la Academia Nacional de Ciencias[1]
- 1999: Miembro de la Academia Estadounidense de las Artes y las Ciencias[2]
- 2004: Premio David E. Rumelhart  por contribuciones al análisis formal de la cognición humana
- 2005: Medalla Howard Crosby Warren por logros sobresalientes en Psicología Experimental en los Estados Unidos y Canadá, Sociedad de Psicología Experimental
- 2006: Premio inaugural Dr. AH Heineken[3] de Ciencias Cognitivas otorgado por la Real Academia de las Artes y las Ciencias de los Países Bajos
- 2011: Medalla Benjamin Franklin en Informática y Ciencias Cognitivas, Instituto Franklin[4] "por el desarrollo de la primera teoría computacional a gran escala del proceso mediante el cual los humanos perciben, aprenden y razonan, y su aplicación a los sistemas de tutoría informática".
- 2016: Premio Atkinson de la Academia Nacional de Ciencias.

## Investigación
En psicología cognitiva, John Anderson es ampliamente conocido por su arquitectura cognitiva ACT-R y el análisis racional . Ha publicado muchos artículos sobre psicología cognitiva, incluida la crítica reciente de afirmaciones injustificadas en educación matemática que carecen de justificación experimental y, a veces (en casos extremos), contradicen hallazgos conocidos en psicología cognitiva. También fue uno de los primeros líderes en la investigación de sistemas de tutoría inteligente, como los tutores cognitivos, y muchos de los antiguos alumnos de Anderson, como Kenneth Koedinger y Neil Heffernan, se han convertido en líderes en esa área.

### Sistemas de tutoría inteligente
La investigación de Anderson ha utilizado imágenes cerebrales fMRI para estudiar cómo aprenden los estudiantes con sistemas de tutoría inteligentes. La mayoría de sus estudios han analizado los procesos neuronales de los estudiantes mientras resuelven ecuaciones o pruebas algebraicas. Anderson y sus colegas generaron un modelo cognitivo que predijo que mientras los estudiantes estaban aprendiendo una prueba de álgebra, las neuroimágenes mostraban una menor activación en una región prefrontal inferior lateral y una región fusiforme predefinida. Esta disminución en la actividad mostró una mayor fluidez en la recuperación de información declarativa, ya que los estudiantes requerían menos actividad en estas regiones para resolver los problemas.

### Etapas cognitivas en la resolución de problemas matemáticos
En un estudio de 2012, Anderson y Jon Fincham, un colega de Carnegie Mellon, examinaron las etapas cognitivas en las que se involucraron los participantes al resolver problemas matemáticos. Estas etapas incluyeron codificación, planificación, resolución y respuesta. El estudio determinó cuánto tiempo pasaban los participantes en cada etapa de resolución de problemas cuando se les presentaba un problema matemático. Se utilizaron técnicas de reconocimiento de patrones multivóxel y modelos ocultos de Markov para determinar las etapas de resolución de problemas de los participantes. Los resultados del estudio mostraron que el tiempo empleado en la etapa de planificación dependía de la novedad del problema. El tiempo empleado en la etapa de resolución dependía de la cantidad de cómputo requerida para el problema en particular. Por último, el tiempo empleado en la etapa de respuesta dependía de la complejidad de la respuesta requerida por el problema.

### Hipótesis de descomposición
En otro estudio, Anderson y sus colegas utilizaron una tarea de un videojuego para probar la hipótesis de descomposición, o la idea de que una tarea cognitiva compleja se puede dividir en un conjunto de componentes de procesamiento de información. La combinación de estos componentes sigue siendo la misma en diferentes tareas. El estudio utilizó un modelo cognitivo que predijo patrones de comportamiento y activación para regiones específicas del cerebro. Las predicciones involucraron tanto la activación tónica, que se mantuvo estable en las regiones del cerebro durante el juego, como la activación fásica, que estaba presente solo cuando había competencia por los recursos. Los resultados del estudio respaldaron la hipótesis de la descomposición. También se encontraron diferencias individuales en los logros de aprendizaje de los participantes, lo que indicó que la tasa de aprendizaje de una habilidad compleja depende de los límites de la capacidad cognitiva. '

## Publicaciones
- 1976. Lenguaje, memoria y pensamiento . Hillsdale, Nueva Jersey: Lawrence Erlbaum Associates.
- 1980. La psicología cognitiva y sus implicaciones . San Francisco: Freeman. Octava edición, Worth Publishers, 2014.ISBN 978-1464148910
- 1983. La arquitectura de la cognición . Cambridge, MA: Prensa de la Universidad de Harvard.
- 1990. El carácter adaptativo del pensamiento . Hillsdale, Nueva Jersey: Lawrence Erlbaum Associates.
- 2000. Aprendizaje y memoria: un enfoque integrado . Wiley.ISBN 978-0471249252
- 2007. ¿Cómo puede ocurrir la mente humana en el universo físico? Nueva York: Oxford University Press.ISBN 978-0195398953